# کوکاتو (مینه‌سوتا)
کوکاتو، مینه‌سوتا (به انگلیسی: Cokato, Minnesota) یک شهر در ایالات متحده آمریکا است که در مینه‌سوتا واقع شده‌است.

## خصوصیات
کوکاتو ۴٫۰۴ کیلومترمربع مساحت و ۲٬۶۹۴ نفر جمعیت دارد و ۳۲۲ متر بالاتر از سطح دریا واقع شده‌است.